# 野見山俊一
野見山 俊一（のみやま しゅんいち、1933年9月1日 - 2012年7月16日）は、日本の陸上競技選手・指導者（長距離）、熊本学園大学名誉教授。

## 来歴
島根県松江市生まれ。福岡県立嘉穂高等学校、東京教育大学体育学部卒。
高校時代は水泳部に所属していたが、長距離選手としての特性を見いだされ陸上競技部に転部。東京教育大学時代は箱根駅伝に2回出場（第30回7区、第31回10区）。
熊本国体（1960年）の開催年に熊本商科大学（現・熊本学園大学）に招聘され、以後46年間にわたり指導にあたる。野見山の指導する熊本商科大学は、全日本大学駅伝対抗選手権大会に2回出場を果たした（第2回、第12回）。
九州一周駅伝では熊本県チームの監督団の一員として参加。当時の選手に岡田正裕（当時フンドーダイ醤油選手、現拓殖大学陸上競技部監督）らがいる。